# Château de l'Herbaudière (Charente-Maritime)
 (décembre 2020).
Si vous disposez d'ouvrages ou d'articles de référence ou si vous connaissez des sites web de qualité traitant du thème abordé ici, merci de compléter l'article en donnant les références utiles à sa vérifiabilité et en les liant à la section « Notes et références ».
Le château de l'Herbaudière est situé à Salles-sur-Mer en Charente-Maritime. Comme son nom l'indique, il est situé dans une zone de prairies, à mi chemin entre les marais et les premières maisons anciennes du village de Salles-sur-Mer.

## Historique
Si la seigneurie de L'Herbaudière, qui relevait sous l'ancien régime du château de Châtelaillon, n'est pas mentionnée dans le recensement des fiefs de l'Aunis, réalisé sous François Ier en 1539-1540 , un premier document datant de 1560 signale qu'elle est aux mains de Pierre Salbert, pair et échevin de La Rochelle, qui déclare l'avoir acquise peu de temps auparavant de François Pajault. Famille de noblesse de robe, les Salbert restent maître de la maison noble de l'Herbaudière peu de temps. 
En effet, elle passe aux mains des Blandin, après le mariage d'Elisabeth Salbert et de René Blandin. Ce dernier appartient à une famille de notables protestants proche de Henri de Navarre, futur Henri IV roi de France. Cependant, René Blandin ne s'inscrit pas dans le moule des convictions familiales. En effet, dans une intéressante lettre adressée à l'un de ses cousins, le 14 juin 1609, il indique les raisons qui le poussent à ne pas adhérer à la Religion Prétendue Réformée. 
Elisabeth Salbert et René Blandin ayant eu quatre enfants, c'est à l'aîné, Pierre Blandin, marié avec Marie Martin (1583-1671), que revient l'Herbaudière. Le château reste la propriété de sa descendance directe jusqu'en 1680, quand sa petite-fille, Henriette Blandin, épouse Louis-Joseph Green de Saint-Marsault, seigneur de Nieul, en Angoumois. 
En 1724, le château de l'Herbaudière est cédé à un homme d'église, Jean-Pharamond de Saint-Hermine, abbé de Notre-Dame-d'Angle, dans le diocèse de Luçon, en Bas-Poitou. Fils d'Henri-Louis de Sainte-Hermine, seigneur de La Laigne, en Aunis, qui avait été incarcéré en 1686 à la Bastille, avant d'abjurer la Religion Prétendue Réformée, Jean-Pharamond de Sainte-Hermine était également le neveu de Françoise d'Aubigné, marquise de Maintenon, laquelle avait permis le retour en grâce des Sainte-Hermine, à Versailles. Cependant la terre de l'Herbaudière fait vite retour aux Green de Saint-Marsault, à la faveur d'un accord passé en 1730, après la mort de l'abbé de Sainte-Hermine. 
Le dernier seigneur de l'Herbaudière, Henri-Charles-Benjamin Green de Saint-Marsault, augmente considérablement ses terres de Salles-sur-Mer, après son mariage, en 1767, avec sa jeune cousine, Françoise-Geneviève Green de Saint-Marsault, dame du Roullet (autre château de la commune de Salles-sur-Mer) et de la baronnie de Châtelaillon. 
Devenu dès lors la propriété des cadets de la maison Green de Saint-Marsault, le château de l'Herbaudière est finalement attribué en 1924 à Marthe-Marie-Andrée Green de Saint-Marsault, épouse d'André Guimbeau dont la descendante en est restée maître jusqu'à la fin du XXe siècle.
Les façades et toitures du château sont inscrites au titre des monuments historiques par arrêté du 23/07/1973.